# Ruta Estatal de Nevada 164
La Ruta Estatal de Nevada 164, y abreviada SR 164 (en inglés: Nevada State Route 164) es una carretera estatal estadounidense ubicada en el estado de Nevada. La carretera inicia en el Oeste desde la frontera norte con el estado de California cerca de Nipton hacia el Este en la US 95     en Searchlight. La carretera tiene una longitud de 29,9 km (18.600 mi).

## Mantenimiento
Al igual que las autopistas interestatales, y las rutas federales y el resto de carreteras estatales, la Ruta Estatal de Nevada 164 es administrada y mantenida por el Departamento de Transporte de Nevada por sus siglas en inglés Nevada DOT.